# Doppelhochzeit von Cambrai
Die Doppelhochzeit von Cambrai fand am 12. April 1385 in Cambrai statt. Dabei heiratete der zwanzigjährige Wilhelm, der älteste Sohn Herzog Albrechts I. von Straubing-Holland, Margarete, die älteste Tochter Herzog Philipps des Kühnen von Burgund. Deren Bruder, der spätere Herzog Johann Ohnefurcht, heiratete Wilhelms Schwester, die ebenfalls Margarete hieß.
Die Hochzeit war ein Großereignis von europäischem Rang, zu dem mehr als 20.000 Gäste geladen waren. Die aufwendigen Feierlichkeiten, an denen auch der französische König Karl VI. teilnahm, dauerten acht Tage lang.

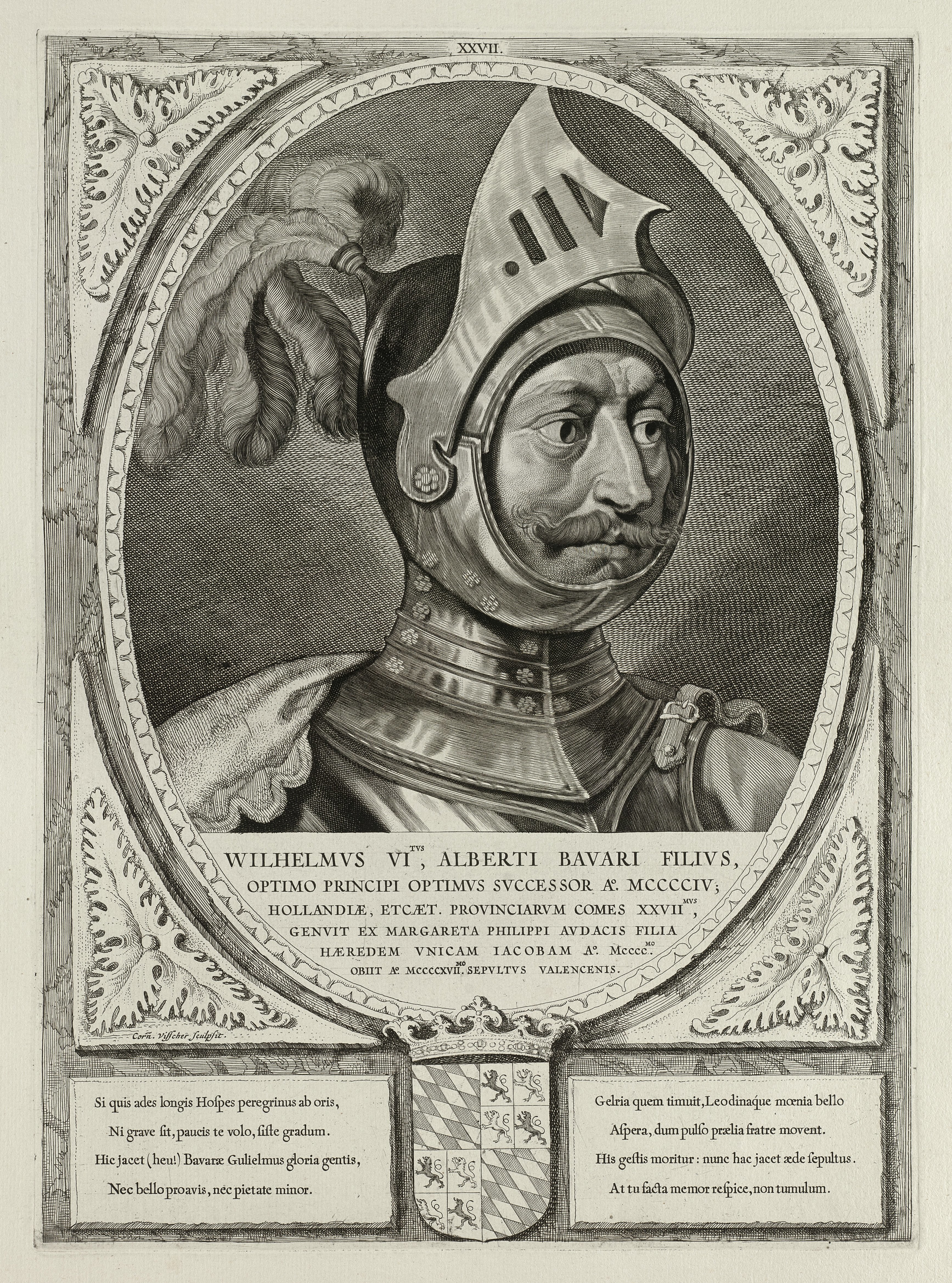
Wilhelm von Bayern (historisierende Darstellung)
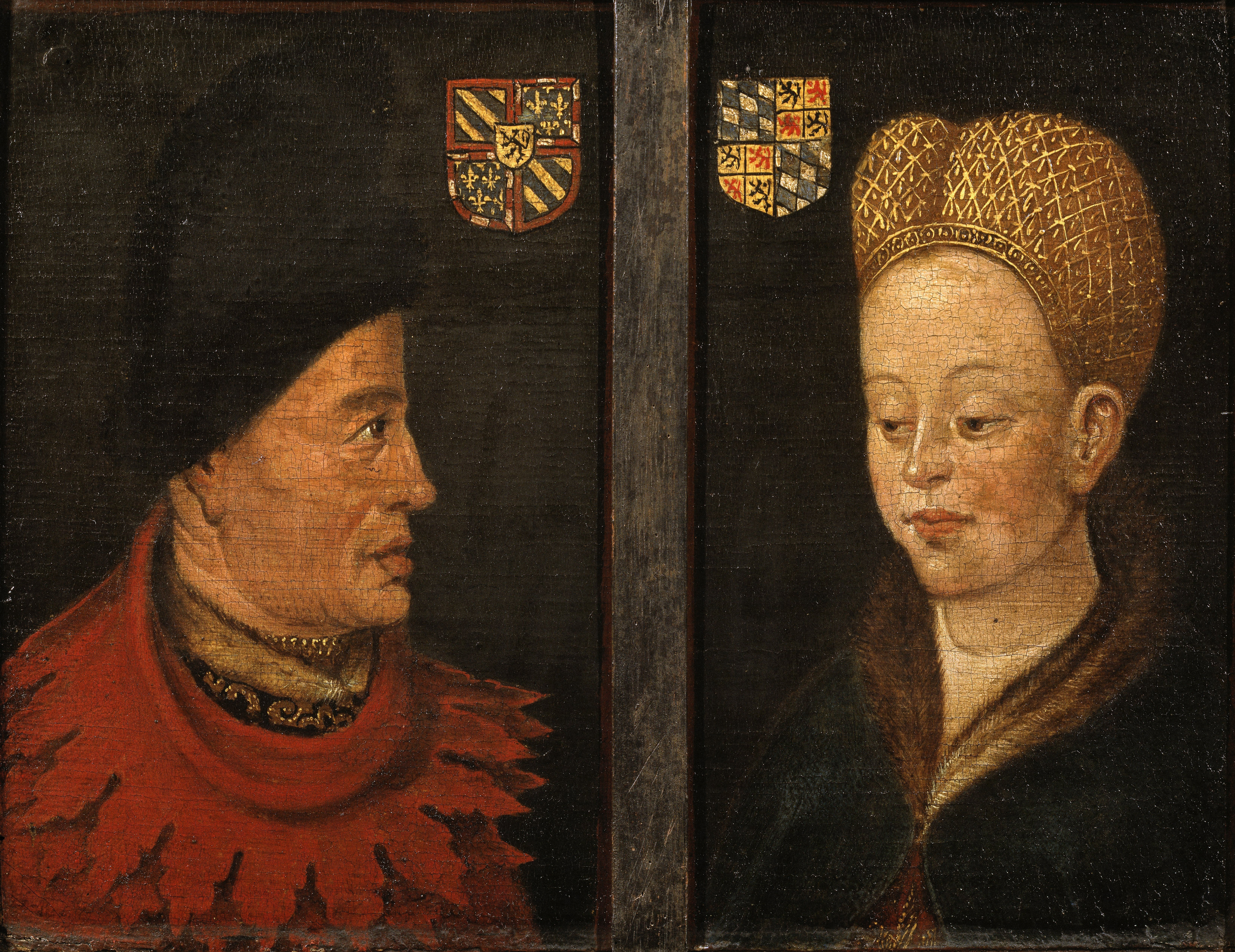
Johann Ohnefurcht und Margarete von Bayern